# شالوس

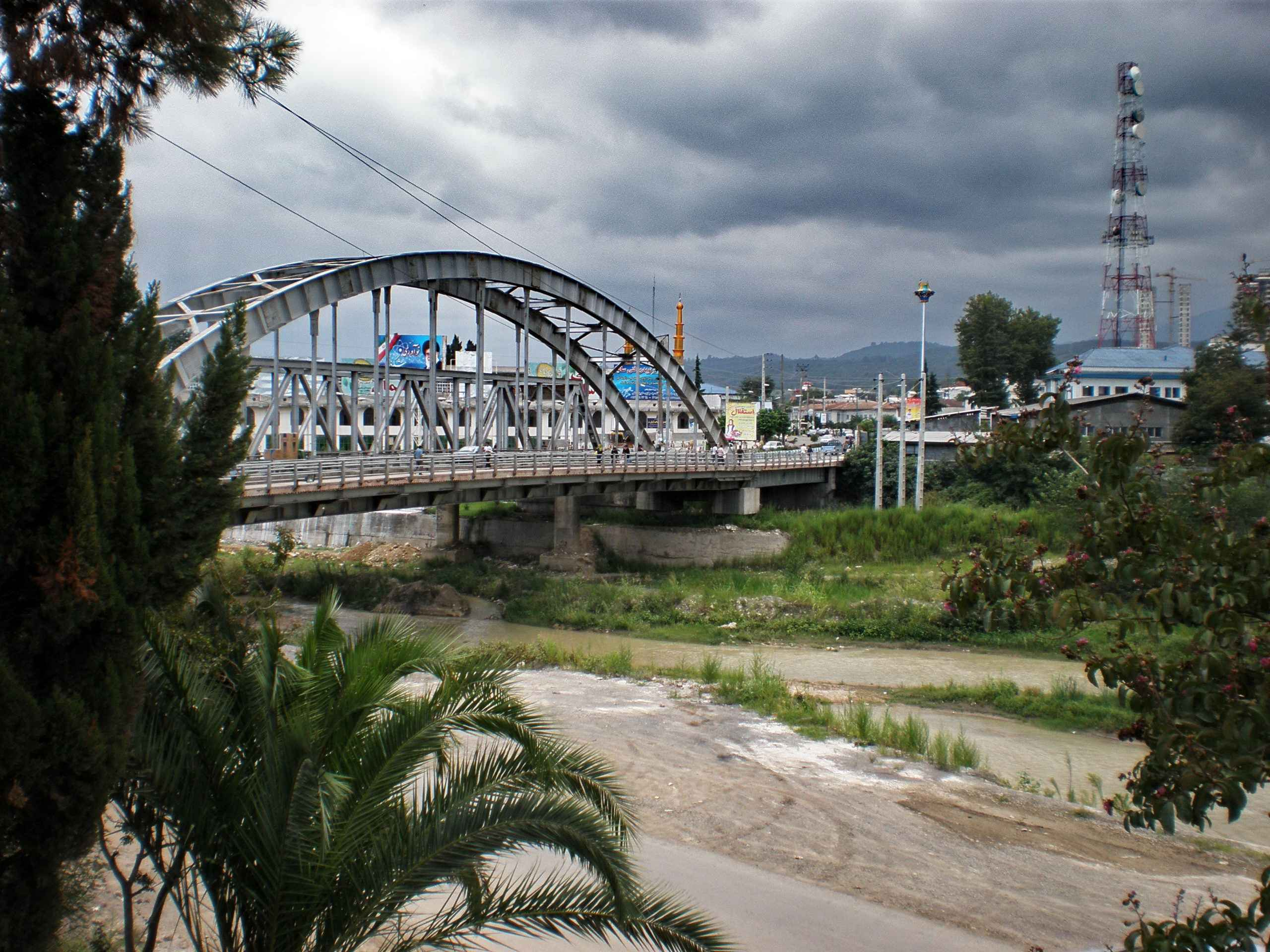
جسر شالوس فوق النهر بالضبط،2008

شالوس مدينة بجبال طبرستان وهي أحد ثغورها بينها وبين الري ثمانية فراسخ فيما قال ابن الفقيه ،وبين شالوس و آمل من ناحية الجبال الديلمية عشرون فرسخا.
ينسب إلى ناحية شالوس أبو بكر محمد بن الحسين بن القاسم بن الحسين الطبري الشالوسي

## أعلام
- ميلاد زكيبور